# 桃園市立大竹國民中學
桃園市立大竹國民中學（英語：Da Chu Junior High School），簡稱大竹國中、竹中，位於台灣桃園市蘆竹區大竹地區。

## 姊妹校

### 日本
大玉中學

## 校園歷史

### 演變與發展
- 1958年：桃園縣立大園中學大竹分部成立。
- 1960年：依地區畫分，奉令改隸為桃園縣立南崁初級中學大竹分部。
- 1962年：奉准獨立設校，定名為桃園縣立大竹初級中學。
- 1968年：實施九年義務教育，奉命改制為桃園縣立大竹國民中學迄今。
- 2000年：附設補習學校成立。
- 2009年：拿下全國中正杯十人制橄欖球賽冠軍，當時是全國家喻戶曉的橄欖球隊。
- 2014年：12月25日，因應桃園縣升格改制為直轄市，更名為桃園市立大竹國民中學。

## 校隊
- 管樂隊
- 籃球隊
- 橄欖球隊
- 舞蹈啦啦隊

## 歷任校長
| 任期 | 姓名       | 任職日期  | 離職日期  | 備註                                                           |
| ---- | ---------- | --------- | --------- | -------------------------------------------------------------- |
| 1    | 楊光聲先生 | 1962年8月 | 1966年7月 | 原台灣省教育廳督學轉任，調任桃園縣立壽山初級中學。             |
| 2    | 傅元湘先生 | 1966年2月 | 1969年7月 | 原桃園縣立壽山初級中學校長轉任，調任省立羅東高級中學。         |
| 3    | 徐滌元先生 | 1969年8月 | 1981年7月 | 原臺中市立黎明國民中學校長轉任，調任桃園縣立南崁國民中學。     |
| 4    | 余惠生先生 | 1981年8月 | 1986年7月 | 原桃園縣立仁美國民中學校長轉任，調任桃園縣立大園國民中學。     |
| 5    | 楊庚午先生 | 1986年8月 | 1993年2月 | 原桃園縣立龍岡國民中學校長轉任，屆齡退休。                     |
| 6    | 陳桂育女士 | 1993年3月 | 1996年7月 | 原桃園縣立草漯國民中學校長轉任，調任桃園縣立八德國民中學。     |
| 7    | 許黎琴女士 | 1996年8月 | 1999年7月 | 原桃園縣立大漢國民中學校長轉任，調任桃園縣立壽山國民中學。     |
| 8    | 蕭土龍先生 | 1999年8月 | 2009年7月 | 原桃園縣立大崗國民中學校長轉任，屆齡退休。                     |
| 9    | 吳清明先生 | 2009年8月 | 2015年7月 | 原桃園縣立龍岡國民中學總務主任升任，調任桃園市立同德國民中學。 |
| 10   | 曾榮郎先生 | 2015年8月 | 2023年7月 | 原桃園市立龍興國民中學校長轉任，任滿退休。                     |
| 11   | 林世倡先生 | 2023年8月 | 現任      | 原桃園市立經國國民中學校長轉任                                 |

## 歷屆自治市小市長
| 任期 | 姓名       | 任職日期  | 離職日期  |  |
| ---- | ---------- | --------- | --------- |  |
| 1    | 范佑楷先生 | 2021年2月 | 2022年2月 |  |

## 學區
- 蘆竹區：大竹里、富竹里、上竹里、宏竹里、大華里、新莊里、上興里、中興里、新興里（第1－6鄰）【為大竹國中、中興國中共同學區】、新興里（第7－19鄰）、中福里（第1－12鄰）、中福里（第13－19鄰）【為大竹國中、中興國中共同學區】、蘆竹里（第4－7、9－11、23鄰）[1]。
- 大園區：五權里、大海里（第10鄰）、埔心里（第9鄰）。

## 校園建築
- 迎曦樓
- 誠正樓
- 勤愛樓
- 志學樓
- 脩竹樓
- 傳芳樓

## 學校周邊
- 大竹國中附設幼兒園（校內）
- 大竹國小
- 蘆竹幼兒園
- 大華國小
- 新興國小
- 大竹觀光休閒公園
- 上竹池塘公園
- 六股埤塘生態公園
- 金格食品卡司蒂菈樂園
- 桃園市立圖書館大竹分館
- 228紀念公園
- 綠2環保公園

## 外部連結
- 桃園市立大竹國民中學 （页面存档备份，存于）